# Cisnădie
Cisnădie' (rumænsk udtale: [t͡ʃisnəˈdi.e]; tysk: Heltau; Transsylvansk saksisk dialekt: De Hielt; ungarsk: Nagydisznód) er en by i distriktet Sibiu i Transsylvanien i det centrale Rumænien, ca. 10 km sydvest for Sibiu (tysk: Hermannstadt). En landsby, Cisnădioara (tysk: Michelsberg; ungarsk: Kisdisznód), er administreret af byen.
Byen har 22.277 (2021) indbyggere.

## Geografi
Heltau ligger  ved foden af de sydlige Karpater. To vandløb løber gennem byen, Pârâul Argintului (Sølvbæk)' og Pârâul Ursului (Bjørnebæk).

## Historie
Cisnădie blev første gang nævnt i et dokument fra 1204 under navnet "Rivetel".
I det 12. århundrede bosatte Saksiske kolonister sig her, og i 1323 nævnes det tyske navn Heltau.  Byen blomstrede, især gildene af smede og uldvævere (vævning forblev den traditionelle beskæftigelse for byens befolkning indtil det 20. århundrede, hvor der blev bygget store tekstilfabrikker).
Cisnădie delte det meste af Transsylvaniens begivenhedsrige historie. Byen blev udsat for adskillige angreb, startende med Mongolernes angreb i 1241 og fortsatte med Osmanniskes angreb. Pesten skånede ikke byen, og det samme gjorde heller ikke brande eller forskellige politiske uroligheder i tidens løb.
I 1806 fik Cisnădie/Heltau, under Kejser Franz af Østrig, fornyet sine markedsrettigheder, hvilket gjorde det muligt for byen at blomstre.
I 1945 blev store dele af den tyske befolkning deporteret til Sovjetunionen.
I 1948 blev alle fabrikker nationaliseret af kommunistiske regime. Efter deres undergang i 1989 gik de fleste af fabrikkerne i opløsning. Siden 2000'erne og frem er den økonomiske situation blevet forbedret.